# Michael Forrest
Michael Kymani Forrest (Pompano Beach, 2 dicembre 1999) è un cestista statunitense.

## Statistiche

### College
| Anno      | Squadra               | PG  | PT | MP   | TC%  | 3P%  | TL%  | RP  | AP  | PRP | SP  | PP   |
| --------- | --------------------- | --- | -- | ---- | ---- | ---- | ---- | --- | --- | --- | --- | ---- |
| 2018-2019 | Florida Atlantic Owls | 33  | 27 | 28,4 | 37,2 | 33,6 | 75,8 | 2,8 | 2,9 | 1,2 | 0,0 | 8,5  |
| 2019-2020 | Florida Atlantic Owls | 32  | 8  | 25,5 | 41,2 | 38,6 | 77,1 | 2,1 | 1,6 | 1,1 | 0,1 | 9,3  |
| 2020-2021 | Florida Atlantic Owls | 23  | 17 | 27,6 | 45,4 | 39,3 | 67,6 | 3,7 | 1,3 | 1,0 | 0,0 | 12,5 |
| 2021-2022 | Florida Atlantic Owls | 34  | 34 | 30,7 | 39,8 | 35,3 | 86,0 | 3,4 | 3,0 | 1,0 | 0,0 | 13,2 |
| 2022-2023 | Florida Atlantic Owls | 37  | 1  | 20,8 | 40,5 | 34,0 | 75,5 | 2,2 | 1,6 | 0,6 | 0,1 | 8,2  |
| Carriera  | Carriera              | 159 | 87 | 26,4 | 40,6 | 36,1 | 77,9 | 2,8 | 2,1 | 0,9 | 0,0 | 10,2 |